# Valley Forge
Guerre d'indépendance des États-Unis
Batailles
- Bound Brook
- Short Hills
- Staten Island
- Cooch's Bridge
- Brandywine
- Clouds
- Paoli
- Germantown
- Red Bank
- Gloucester
- White Marsh
- Matson's Ford
- Valley Forge
- Quinton's Bridge
- Crooked Billet
- Barren Hill
- Monmouth

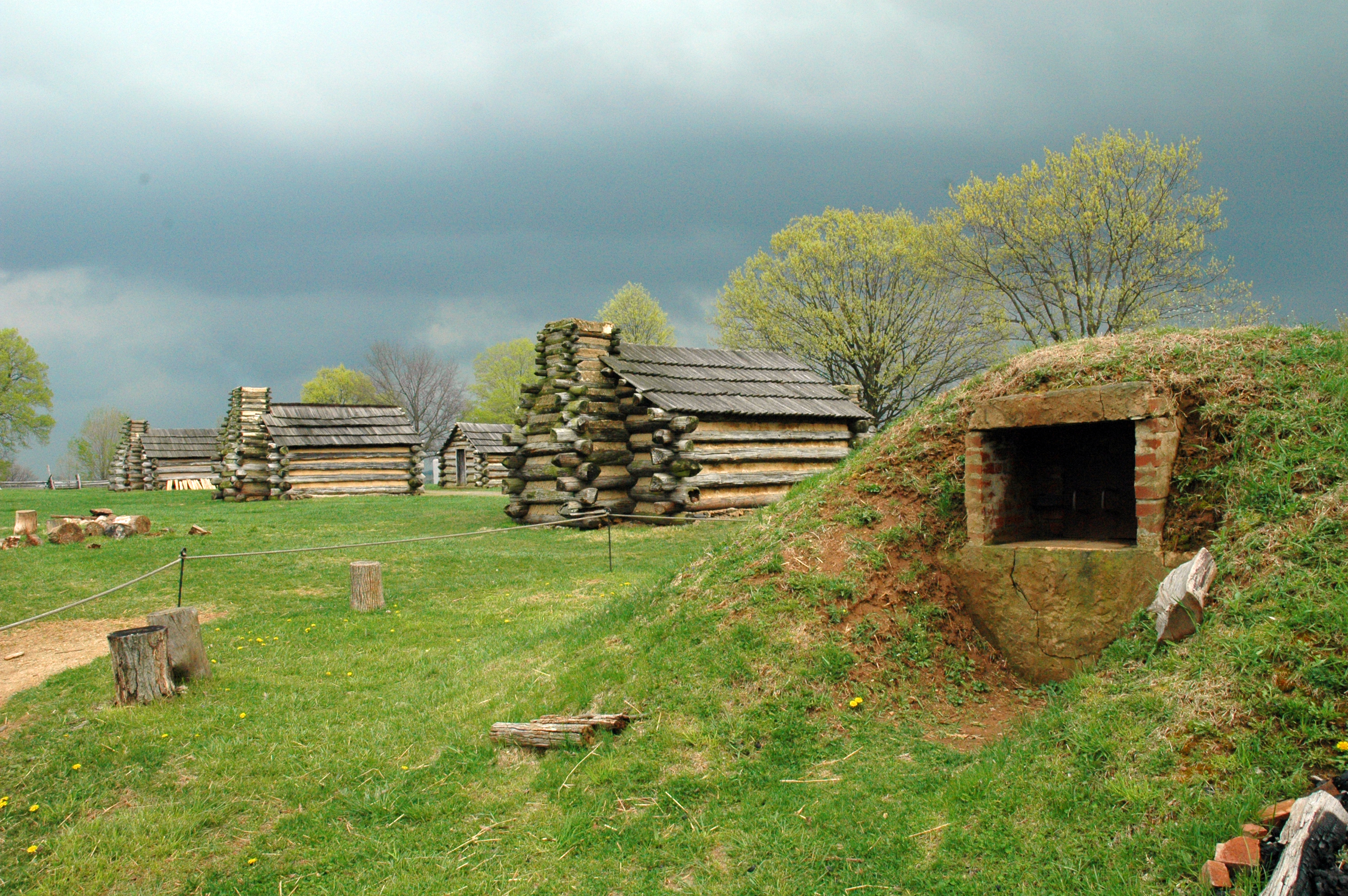
Réplique des quartiers de l'armée américaine à Valley Forge.

En décembre 1777 le général George Washington a décidé d'établir ses quartiers d'hiver à Valley Forge en Pennsylvanie, à 40 km de Philadelphie occupée alors par les Britanniques. C'était un endroit assez en hauteur ce qui permettait à l'armée américaine de se défendre efficacement en cas d'éventuelles attaques des troupes britanniques, mais c'était la seule qualité de cet endroit ; une terre hostile et désolée, battue en hiver par un vent glacial et les bourrasques de neige et n'était en aucun cas un refuge.

## Histoire
Accompagné du général français La Fayette et plus tard par le baron prussien von Steuben qui le rejoindra le 23 février, Washington conduisit ses 11 000 hommes à ce qui devait être leur « abri » d'hiver. 
Alors commença une rude saison, dehors où l'on bivouaquait et sous les frêles tentes réservées aux privilégiés, les hommes souffraient du froid atroce, les membres engourdis ou gelés et devaient être parfois amputés. Il leur manquait entre autres des vêtements, des couvertures, du bois, du feu, du pain, de la viande, du savon et des armes. On ne compte pas moins de 2 000 morts de froid ou de faim et de maladies. Bien plus tard après cette épreuve Washington reconnaîtra y avoir passé les mois les plus pénibles de sa vie. Bien que leur moral fût à la baisse les hommes ne manquaient cependant ni de fidélité ni de courage et espéraient en attendant des jours meilleurs.
En février 1778, dans une lettre adressée au gouverneur George Clinton, Washington avait écrit : « Nus et mourants de faim, nous ne pouvons admirer assez l'incomparable patience et fidélité de la troupe ».
Jusque-là, George Washington puisait dans sa fortune, afin de financer l'effort de guerre. M. Morris, son banquier, avait quêté en allant de foyer en foyer le 1er janvier 1778, dans le but de soutenir l'Armée continentale. Ses efforts avaient permis de récolter 50 000 dollars, mais cette somme fut insuffisante. Le Congrès, peu habitué à traiter les questions militaires, n'avait su apporter son aide. 
Cependant la nomination du général Nathanael Greene en mars à la tête du campement va apporter quelques améliorations, surtout au point de vue des vivres, mais l'horreur sera toujours présente.
Soumise par le Baron von Steuben aux rudiments de la guerre, l'armée, durant ce pénible séjour, va apprendre à devenir efficace, capable de rivaliser avec la puissante armée britannique, très disciplinée, qui plus est. Les hommes  vont pouvoir s'abriter, mieux exploiter le terrain, se servir de la baïonnette. Steuben va  aussi leur inculquer l'ordre et la discipline, car le chaos qui régnait dans les rangs était indescriptible aux yeux du baron. 
Les fournitures et les soldats promis par la France, lors de son engagement aux côtés des États-Unis, signé le 6 février 1778, arriveront au printemps et seront les bienvenus.
L'armée aura séjourné à Valley Forge du 19 décembre 1777 au 19 juin 1778. Bien qu'aucune bataille ne se soit déroulée sur ce plateau, les hommes qui avaient surmonté cette épreuve en ressortirent forts, autant sur le plan moral que sur le plan physique, ils seront de vrais soldats, unis, fraternels, prêts à tout pour obtenir gain de cause. Ce sera le cas le 19 octobre 1781, près de Yorktown, une bourgade virginienne.

## Dans les médias
- Dans le film Benjamin Gates et le Trésor des Templiers, « Valley Forge » est le code d'accès à la Déclaration d'indépendance que devine Benjamin Gates.
- Dans le jeu vidéo Assassin's Creed III, Connor, le personnage principal, est présent lors de l'occupation des forces du général Washington dans la Valley Forge.
- Dans le jeu vidéo  Age of Empire III : The Warchiefs , les colonialistes menés par Nathaniel Black et le général Washington sont forcés de passer un hiver très rude à Valley Forge à la suite d'une série de défaites face aux hessiens.
- Valley Forge est évoquée dans la chanson éponyme de l'album The Glorious Burden du groupe Iced Earth.
- Le troisième couplet de la chanson De passage de Graeme Allwright est consacré à Washington à Valley Forge.
- Dans l'épisode 4 de la saison 4 de la série Sleepy Hollow, l'occupation de Forge Valley est évoquée. Le désespoir des troupes est mis sur le compte d'une entité maléfique arachnoïde.
- Dans la série Starship Troopers, le vaisseau où est basé l'escouade alpha est baptisé le Valley Forge.
- Dans le long métrage Silent Running de Douglas Trumbull, l'un des trois vaisseaux spatiaux montrés dans le film et qui accueillent les dômes dans lesquelles se trouvent les dernières formes de vie végétales s'appellent Valley Forge.